# Nalacetus
Nalacetus es un género extinto de cetáceos arqueocetos de la familia Pakicetidae el cual fue endémico en el sudeste de Asia, vivió durante el periodo Lutetiano del Eoceno Medio de hace 48,6 millones de años a 40,4 millones de años, viviendo durante unos 8,4 millones de años.
Era del tamaño de un lobo y una de las formas tempranas del infraorden Cetacea. Los fósiles recuperados son exclusivos del norte de Pakistán. Nalacetus fue denominado por Thewissen y Hussain en 1998. Su especie tipo es Nalacetus ratimitus. Fue considerado monofilético por Uhen (2010).